# Kanton Neste, Aure et Louron
 Neste, Aure et Louron  is een kanton van het Franse departement Hautes-Pyrénées. Het kanton maakt deel uit van het arrondissement Bagnères-de-Bigorre.

In 2019 telde het 12.325 inwoners.

Het kanton werd gevormd ingevolge het decreet van 25 februari 2014 met uitwerking op 22 maart 2015, met Capvern als hoofdplaats.

## Gemeenten
Het kanton omvatte 63 gemeenten bij zijn oprichting, namelijk alle gemeenten van de opgeheven kantons Bordères-Louron, Arreau en Vielle-Aure alsook 14 gemeenten van het kanton La Barthe-de-Neste en 1 uit het kanton Lannemezan.
Na de toevoeging op 1 januari 2016 van Armenteule aan Loudenvielle en de samenvoeging op 1januari 2019 van Beyrède-Jumet en Camous tot de fusiegemeente (commune nouvelle) Beyrède-Jumet-Camous, omvat het kanton volgende 61 gemeenten: 
- Adervielle-Pouchergues
- Ancizan
- Aragnouet
- Ardengost
- Arreau
- Aspin-Aure
- Aulon
- Avajan
- Avezac-Prat-Lahitte
- Azet
- Bareilles
- Barrancoueu
- La Barthe-de-Neste
- Bazus-Aure
- Bazus-Neste
- Beyrède-Jumet-Camous
- Bordères-Louron
- Bourisp
- Cadéac
- Cadeilhan-Trachère
- Camparan
- Capvern
- Cazaux-Debat
- Cazaux-Fréchet-Anéran-Camors
- Ens
- Escala
- Esparros
- Estarvielle
- Estensan
- Fréchet-Aure
- Gazave
- Génos
- Germ
- Gouaux
- Grailhen
- Grézian
- Guchan
- Guchen
- Hèches
- Ilhet
- Izaux
- Jézeau
- Labastide
- Laborde
- Lançon
- Lortet
- Loudenvielle
- Loudervielle
- Mazouau
- Mont
- Montoussé
- Pailhac
- Ris
- Sailhan
- Saint-Arroman
- Saint-Lary-Soulan
- Sarrancolin
- Tramezaïgues
- Vielle-Aure
- Vielle-Louron
- Vignec